# كريستينا بيري
كريستينا جوديث بيري (بالإنجليزية: Christina Judith Perri) ولدت في فيلادلفيا، بنسيلفانيا، الولايات المتحدة من مواليد 19 أغسطس 1986 وهي مغنية وكاتبة غنائية ومؤلفة وعازفة بيانو وعازفة قيثارة أمريكية بدأت مسيرتها الفنية عام 2010 وكان أول ظهور لها في 2010 لأغنية Jar of Hearts وهذه الأغنية بيع منها أكثر من 3 ملايين نسخة، أغنية Jar of Hearts فتحت لها باب الشهرة العالمية حيث وزعت على العديد من دول العالم وبعد ان رأت نجاحها في Jar of Hearts عقدت صفقة مع Atlantic Records لتسجيل أول البوم لها Lovestrong في 10 مايو 2011 وحاز أيضا نجاحا كبيرا وفي عام 2012 سجلت أغنية A Thousand Years لفيلم The Twilight Saga: Breaking Dawn الجزء الأول منه وبيعت الاغنية أكثر من 4 ملايين نسخة في الولايات المتحدة وكان البومها الثاني Head or Heart ولقي نجاحا واهتماما كبيرا من الناس وكانت أغنية Human الأكثر اهتماما بين الناس وإعجابا وانتهت من تسجيل الالبوم في 1 أبريل 2014.ولدي بيري العديد من محبيها في جميع دول العالم

## النشأة
ولدت بيري في بينساليم بنسيلفانيا في أحد ضواحي فيلادلفيا وفي منطقة شعبية وهي ابنة ماري ودانتي بيري ولديها اخ أكبر نيك بيري وتخرجت من مدرسة Archbishop Ryan High School في 2004وهي علمت نفسها العزف علي الجيتار فهي تستطيع ان تلعب علي الجيتار والبيانو والدرامز واستعملتهم وهي تغني

## الالبومات
سجلت بيري 4 البومات وكل البوم يحتوي على عدة اغاني وجميعهم حققو نجاح باهرا ومبيعات هائلة في الاسواق في جميع انحاء العالم مما جعلها مغنية عالمية
| اسم الالبوم                  | سنة الإنتاج |
| ---------------------------- | ----------- |
| the ocean way sessions       | 2010        |
| lovestrong                   | 2011        |
| a very merry perri christmas | 2013        |
| head or heart                | 2014        |

## الاغاني
لدي بيري 32 أغنية وكل أغنية مختلفة تماما عن الأخرى من حيث التلحين وطريقة العزف علي الموسيقي وكاتب الاغنية وايضا هذا كان سبب من اسباب شهرتها. كريستينا بيري لديها فرقة يغنون مع بعضهم البعض وكل واحد منهم لة عملة في الفرقة حيث يوجد منهم اثنان يعزفان علي الجيتار واخر علي الدرامز وواحدة تعزف علي البيانو وهم مجموعة متناسقين مع بعضهم
- A Thousand Years
- Human
- Jar of Hearts
- Arms
- Be My Forever
- I Believe
- The Lonely
- The Words
- Black + Blue
- Burning Gold
- Sad Song
- Something About December
- I Don't Wanna Break
- Sea of Lovers
- Bluebird
- Tragedy
- Penguin
- Shot Me in the Heart
- Miles
- Lonely Child
- Interlude
- Daydream
- One Night
- Merry Christmas D
- Have Yourself a Merry Little Christmas
- Butterfly
- Ave Maria
- Trust
- Happy Xmas
- Run
- Let It Snow
- Please Come Home for Christmas

### الجولات الموسيقية
لقد اتمت بيري العديد من الجولات والحفلات في العديد من دول العالم (دبي-البرازيل-ماليزيا-لندن)ومازال لديها جولات عديدة الي بلاد كثيرة في كافة انحاء العالم
- Lovestrong Tour (2011–2012)
- Head or Heart Tour (2014)
- Co-Headlining
- Girls Night Out, Boys Can Come Too Tour (with Colbie Caillat)
- Opening act
- Love Is a Four Letter Word Tour (2012)
- Demi World Tour (2014)
- Native Tour (2014)
- Multiply Tour (2015)

## وصلات خارجية
- كريستينا بيري على موقع IMDb (الإنجليزية)
- كريستينا بيري على موقع روتن توميتوز (الإنجليزية)
- كريستينا بيري على موقع ميوزك برينز (الإنجليزية)
- كريستينا بيري على موقع رولينغ ستون (الإنجليزية)
- كريستينا بيري على موقع إن إن دي بي (الإنجليزية)
- كريستينا بيري على موقع أول ميوزيك (الإنجليزية)
- كريستينا بيري على موقع ديسكوغز (الإنجليزية)

- الموقع الإلكتروني